# 庫爾特·馮·蒂佩爾斯基希
庫爾特·奧斯卡·海因里希·路德維希·威廉·馮·蒂佩爾斯基希（德語：Kurt Oskar Heinrich Ludwig Wilhelm von Tippelskirch，1891年10月9日—1957年5月10日）是第二次世界大戰期間的一名德國將領，最高軍階為步兵上將，曾指揮過多支軍團和維斯瓦河集團軍。蒂佩爾斯基希著有數本書籍，如《西班牙人在摩洛哥 1911–1913》、 《第二次世界大戰的歷史》、 《第二次世界大戰歷史的評論》、 《1939年波蘭戰役的作戰概述》、 《陸戰高峰期的作戰決策》。

## 第二次世界大戰
1941年1月5日，蒂佩爾斯基希指揮第30步兵師參與巴巴羅薩作戰。
作為北方集團軍的一部分，該師阻止了一支蘇聯軍在波拉河上的突破，隨後展開反擊。戰鬥持續了一周，蒂佩爾斯基希在指揮該師時表現出色，因此在11月23日獲得了騎士鐵十字勳章。1942年冬，第30步兵師被圍困於傑米揚斯克包圍戰中，蒂佩爾斯基希被命令撤離。
1942年8月，他被任命為義大利第8軍團的聯絡官，駐紮在頓河附近。由於缺乏德國參謀人員的支持，且義大利人不願接受德國軍官的建議，這一職位對蒂佩爾斯基希來說極其困難。義大利第8軍團於年底參與了史達林格勒戰役。1943年2月，蒂佩爾斯基希從前線召回。
1943年2月18日，蒂佩爾斯基希成為第12軍司令，一直擔任此職直到1944年6月4日，接替哥特哈德·海因里希大將指揮第4軍團。不久之後，針對中央集團軍的巴格拉基昂行動於6月22日展開。第4軍團負責防守莫吉廖夫地區，期間曾多次請求撤退，但許可來得太晚。然而，蒂佩爾斯基希和大部分軍隊還是成功撤退至第聶伯河後方，儘管第4軍團仍面臨蘇聯三個方面軍的威脅。1944年7月1日，第4軍團在明斯克以東被包圍，軍團大部分單位於7月8日被迫投降。蒂佩爾斯基希本人當時在包圍圈外，逃過了被俘的命運。
1944年7月18日，蒂佩爾斯基希在一次空難事故受了重傷。7月30日，因在莫吉廖夫的戰鬥中的表現而獲得了橡葉騎士鐵十字勳章。10月31日，蒂佩爾斯基希重返軍職，接替患病的奧托·馮·克諾貝爾斯多夫指揮第1軍團，駐紮在洛林地區。同年12月13日，他接管了第14軍團，參加了義大利戰役。他指揮第14軍直到1945年2月底。1945年4月底，蒂佩爾斯基希接管了位於梅克倫堡和勃蘭登堡的第21軍團。然而，4月29日，指揮維斯瓦河集團軍的海因里希被解職，蒂佩爾斯基希奉威廉·凱特爾元帥之命臨時接管集團軍的指揮權。他勉為其難地接下了這個任務，並趁機與西方盟軍進行談判。1945年5月2日，蒂佩爾斯基希在呂德維希盧斯特地區向美軍投降，後於1948年1月獲釋。

## 獎項與榮譽
- 1914年版鐵十字勳章：二級（1914年11月18日）、一級（1919年12月20日）[1]
- 1939年版鐵十字勳章：二級（1939年9月30日）、一級（1940年5月31日）[1]
  - 騎士鐵十字勳章：1941年11月23日[2]
  - 第539號橡葉騎士鐵十字勳章：1944年7月30日[2]

## 註腳
1. 1 2  Thomas 1998, p. 382.
2. 1 2  Scherzer 2007, p. 746.